# Ильинка (Боготольский район)
Ильи́нка — деревня в Боготольском районе Красноярского края России. Входит в состав Вагинского сельсовета. Находится на левом берегу реки Улуй (приток реки Чулым), примерно в 21 км к северо-востоку от районного центра, города Боготол, на высоте 230 метров над уровнем моря.
В деревне родился Герой Советского Союза Григорий Пахомов.

## Население
| 2010 |
| ---- |
| 188  |

Гендерный состав
По данным Всероссийской переписи населения 2010 года 89 мужчин и 99 женщин из 188 чел.

## Улицы
Уличная сеть деревни состоит из 2 улиц (ул. Пахомова и ул. Северная).